# Bacliff, Texas
Bacliff là một nơi ấn định cho điều tra dân số (CDP) thuộc quận Galveston, tiểu bang Texas, Hoa Kỳ. Năm 2010, dân số của nơi này là 8619 người.

## Dân số
- Dân số năm 2000: 6962 người.
- Dân số năm 2010: 8619 người.